# Hunter: The Vigil
Hunter: The Vigil (Охотник: Бдение) — ролевая игра, разработанная компанией White Wolf. Релиз базовой книги, описывающей тему и мир игры, состоялся в августе 2008 года. Кресло ведущего разработчика занял Чак Вендиг, в дальнейшем начавший карьеру профессионального писателя. Хотя игра входит в состав ограниченных серий издательства White Wolf Publishing, список материалов, опубликованных в рамках сеттинга, был расширен до десяти книг, включая сборник готовых сюжетов. Некоторые обновления сеттинга принесли игре премии ENnie Awards в категориях «лучшее дополнение» и «лучшая электронная книга».

## Сеттинг
Игра использует традиционный мотив охоты на монстров, значительно переработанный под реалии современного мира. В сердце игрового процесса лежит создание коллективной истории о невоспетых защитниках человечества, вынужденных не только бороться с чудовищными порождениями Мира Тьмы, но и скрывать свою деятельность от других людей, безотчётно служащих тайным хозяевам ночи: демонам, чернокнижникам и другим созданиям, заинтересованным в притеснении человеческой расы.
Вопреки популярному стереотипу, не все охотники добиваются смерти чудовищ. Многие пытаются изучить их, использовать в своих целях или вернуть в человеческий социум, частью которого некогда было большинство из них. Существуют и те, кто охотится на чудовищ лишь для того, чтобы похитить их силы, власть или знания. Неудивительно, что последние часто становятся жертвами других охотников, которые видят в них лишь ещё одну разновидность монстров.

### Бдение
Бдение — самый распространённый термин, описывающий тайную жизнь охотника. Хотя в большинстве случаев это слово предполагает охоту на монстров, Бдение принимает различные формы в зависимости от целей и личности самого охотника. Многие просто снимают чудовищ на видео или распространяют оккультные сведения, пытаясь разрушить информационный вакуум, в котором процветает общество монстров. Другие пытаются «развенчать миф» о существовании потусторонних созданий, полностью исключая самостоятельное участие в охоте из координат своего Бдения. Кроме того, далеко не каждое Бдение сводится к взаимодействию со сверхъестественным миром. Маньяки, киднепперы, продажные журналисты и даже другие охотники, заподозренные в пособничестве закулисной деятельности чудовищ, легко могут стать объектами Бдения.

### Мотивы
Ни один человек не способен по доброй воле связать свою жизнь с постоянным риском. Выбрать дорогу охотника может лишь тот, кто искренне убеждён, что другие варианты, включая отсутствие какой-либо реакции, — намного хуже. Обычно охотниками становятся жертвы чудовищ или их родственники, утратившие надежду вернуться к нормальной жизни после столкновения с ужасами Мира Тьмы. Иногда в коллектив охотников вливаются целеустремлённые личности, готовые рисковать ради обретения тайных знаний или выполнения экстраординарных контрактов. В редчайших случаях на охоту выходят члены мистических организаций, связанные древними обязательствами перед человечеством, или пресыщенные гедонисты, охотящиеся на врагов человечества из спортивного интереса.

### Личная жизнь и карьера
Любому охотнику нужна опора, благодаря которой он сможет оправиться от последствий охоты. Обычно такой опорой становятся члены его семьи, хотя иногда место родственников занимают коллеги или товарищи по охоте. Лишившись поддержки близких или единомышленников, охотник начинает забывать, ради кого он вообще встал на эту дорогу. Такой охотник постепенно отходит от нравственных принципов человеческой жизни и сам рискует стать частью теней.
В дополнение ко всему, охотнику нужны деньги. Даже если у него нет семьи, которую необходимо кормить, само Бдение требует постоянных расходов: от платы за услуги врачей и психологов до приобретения кофе и стимуляторов для поддержания ночной деятельности. Хотя отдельные организации предоставляют своим участникам пакеты бесплатных услуг или даже оплачивают их работу, гораздо чаще охотник вынужден сам искать средства к существованию.
Потребность в работе приводит к новым проблемам, связанным с повседневной жизнью охотника. Даже самому опытному работнику нужно время, чтобы очистить одежду от пятен крови и пота, выспаться и настроиться на выполнение профессиональных обязанностей, а в случае с высокопоставленными лицами — подготовиться к важным деловым встречам. Вдобавок, события, пережитые на дороге Бдения, оставляют неизгладимый след на мировоззрении любого охотника. Со временем профессиональные задачи начинают казаться охотнику слишком мелочными на фоне открывшихся ему истин. Нередко такой сотрудник начинает давать своим подчинённым странные поручения или инициирует финансовые расследования там, где не существует никаких видимых причин для подозрений. В конечном счёте охотник рискует потерять не только рабочее место, но и своё доброе имя, не говоря уже о возможных проблемах с законом.
В целом, необходимость поддержки семьи, карьеры и Бдения образует тематическую триаду проблем, стоящих перед героями сеттинга.

### Ячейки, содружества и структуры
Охотники хорошо понимают, что они не способны вести борьбу в одиночку. В большинстве случаев они собираются в небольшие группы от двух до двадцати человек, которые принято называть ячейками. Большинство ячеек действуют независимо друг от друга или работают в интересах более крупных организаций на отдельной взятой территории. Зачастую форму ячеек принимают группы друзей, близких родственников или даже малознакомых единомышленников, сплотившихся под гнётом обстоятельств. Они защищают лишь ограниченные территории наподобие частных парков, родных городских кварталов или приютов для умалишённых. Как правило, члены ячеек не представляют, с чем именно они борются, и порой даже не понимают, что в мире действуют и другие, более многочисленные команды охотников. Большинство ячеек разваливаются сразу после того, как их участники расправляются со своими врагами или приходят к выводу, что они ничего не могут им противопоставить.
Самые редкие и эффективные группы охотников преображаются в полноценные организации, действующие на территории сразу нескольких городов или областей. Охотники называют такие группы содружествами, поскольку их деятельность основана на взаимодействии множества разных ячеек. Члены содружеств не только предоставляют друг другу необходимые средства для эффективной борьбы с чудовищами, но и обеспечивают моральную поддержку тем, кто пал духом. Как бы то ни было, членство в содружестве требует от охотника соответствующей субординации и готовности работать на благо организации. Неудивительно, что в конечном итоге некоторые коллективы охотников принимают решение разорвать связь с содружеством и вернуться к собственному Бдению, не скованному чуждыми им доктринами и идеологиями.
Самые древние и многочисленные содружества разрастаются до глобальных организаций, ведущих свою деятельность по всему свету. Эти редкие ордены, политические агентства и культы, известные миру охотников как структуры, не только оплачивают работу своих участников, но и предоставляют им доступ к мистическим знаниям или экспериментальным видам вооружения, обладатели которых сами становятся частью сверхъестественного мира. Представители некоторых структур всерьёз задаются вопросом, много ли пройдёт времени, прежде чем они окончательно потеряют связь с человечеством, которое они защищают.

### Скрытая мощь человечества
Жизнь охотника сопряжена с постоянным риском. Ирония заключается в том, что если охотник доводит этот риск до максимума, то удача отворачивается от него скорее поздно, чем рано. С игромеханической точки зрения все охотники обладают дополнительными способами применения своей Воли, что позволяет им постоянно действовать на пределе своих возможностей. Тем не менее, если охотнику не удаётся выполнить действие, на которое он возлагал все надежды, его ждёт сильнейшее эмоциональное потрясение. Эта система, основанная на полном раскрытии потенциала охотника, получила название испытания Воли, поскольку в её основе лежит принцип «всё или ничего», сопряжённый с риском катастрофического провала или даже приобретения психических отклонений.
Наряду с испытанием воли охотники полагаются на особые тактики — согласованные стратегии, позволяющие им эффективно бороться с противником. Далеко не все тактики основаны на ведении боевых действий. Многие позволяют охотникам наблюдать за монстрами с безопасного расстояния, собирать досье на противника или просто поддерживать силу духа в команде, пережившей череду неудач. Некоторые охотники даже эксплуатируют монструозные практики, перехваченные у врагов, включая скарификацию, каннибализм или обезображивание поверженного противника в качестве предупреждения другим монстрам.
Самыми редкими среди инструментов охоты становятся образцы передового вооружения, мистические реликвии и наркотики, позволяющие охотникам преодолеть свой страх. Тем не менее, эти ресурсы доступны лишь членам определённых организаций, и большинство охотников даже не осведомлены о существовании подобного оборудования.

### Нравственность
Каждый охотник наделён характеристикой Нравственности, отражающей близость его индивидуального кодекса к морально-этическим представлениям большинства людей. Персонаж, утрачивающий очки Нравственности, постепенно теряет способность к сочувствию окружающим, что неизбежно сказывается на его психической устойчивости. Хотя большинство персонажей стараются действовать в рамках закона или хотя бы придерживаться традиционных представлений о нравственном поведении, длительное пребывание на дороге Бдения оставляет неизгладимый след на психическом состоянии любого охотника.
Игрокам предлагается самим выбрать принцип отслеживания нравственной чистоты своих персонажей. Всего на выбор представлено несколько вариантов, соответствующих разным стилям игры:
- Принцип индивидуального кодекса позволяет игрокам вносить любые изменения в систему ценностей своих персонажей, тем самым существенно замедляя их нравственную деградацию. Например, игрок может посчитать, что его персонаж не чувствует никакого раскаяния, истребляя нежить или нанося ущерб чужому имуществу в целях охоты. Тем не менее, с изменением традиционной системы ценностей персонаж всё сильнее отдаляется от простых людей, рискуя в конечном счёте оказаться изгоем в обществе смертных, которых он защищает.
- Принцип «монстры не считаются» предлагает использовать классическую систему Нравственности, полностью игнорируя её проверки в случае уничтожения монстров. Хотя этот принцип выносит нравственную проблематику сеттинга за скобки, создатели игры называют его идеальным решением для проведения «героических» сессий[4].
- Принцип «это уже не люди» наделяет игроков определёнными бонусами, зависящими от схожести уничтоженных монстров с простыми людьми. Таким образом, риск морального разложения протагонистов значительно уменьшается при взаимодействии с получеловеческими созданиями наподобие зомби и почти полностью исчезает при столкновении с потусторонними сущностями, не имеющими ничего общего с представителями человеческой расы.
- Принцип «ничего не менять» предлагает игрокам сохранить классическую систему Нравственности, что практически неизбежно приводит к стремительной деградации протагонистов. По словам разработчиков, этот стиль хорошо отражает тему личной ответственности, которую возлагает на себя персонаж, берущийся самостоятельно вершить судьбы людей и выносить смертный приговор другим разумным созданиям[4].

### Душегубы и потрошители
Душегубами называют охотников, распространяющих своё Бдение как на чудовищ, так и на обычных людей. Моральный кодекс таких охотников часто ломается под грузом новых обязанностей, добровольно взваленных ими на свои плечи. Многие душегубы действуют в соответствии с собственными представлениями о законе, что быстро приковывает к ним внимание правоохранительных органов, монстров и даже других охотников. Тем не менее, некоторые из них делают себе имя, охотясь на педофилов, серийных убийц и других преступников.
Время от времени Бдение сталкивает охотников с потрошителями — серийными убийцами, зачастую владеющими сверхъестественными способностями. По словам некоторых охотников, потрошителями становятся те, кто слишком далеко зашёл на дороге своего Бдения. Тем не менее, далеко не все потрошители некогда были охотниками. Среди них хватает и тех, кто стал частью потустороннего мира в результате странных мутаций, полученных травм или поклонения тёмным силам. Некоторые охотники предпринимают шаги по спасению этих падших смертных, хотя куда чаще они обнаруживают в их сердцах только бездну, затягивающую их самих на путь потрошителей.

## Содружества
- Эшвудское аббатство — клуб искателей острых ощущений, охотящихся на монстров для удовольствия и веселья. В отличие от большинства охотников, члены содружества мало заинтересованы в достижении долговременных целей или спасении человеческой расы. Вместо этого члены Аббатства жаждут испытать всё, что может предложить им охота, включая каннибализм, клеймление, пытки и изнасилования монстров, а также проведение оргий в священных местах. Как правило, представителями Аббатства становятся гедонисты, предприниматели и особы дворянских кровей, уставшие от простых развлечений великосветской жизни.
- Долгая ночь — фанатичная группа охотников, убеждённых в приближении библейского Апокалипсиса. Согласно доктрине содружества, мир находится в периоде Великой Скорби, а потому смертные должны сами избавить мир от чудовищ, проложив тем самым дорогу Христу. Как правило, члены содружества дают противнику шанс на исправление, прежде чем приступают к его окончательной ликвидации[5].
- Лоялисты Туле — археологи и исследователи, стремящиеся отыскать колыбель человеческой цивилизации. Большинство участников группы стараются искупить вину за косвенное участие их содружества в формировании нацистской идеологии. Хотя оккультная деятельность и стремление к первопроходничеству регулярно приводит их к столкновению с тёмными силами, члены группы предпочитают участвовать в охоте дистанционно, снабжая тайными знаниями других охотников.
- Сеть Зеро — подпольные радиовещатели и операторы, старающиеся записывать доказательства существования монстров на всевозможные медианосители с целью их распространения по сети. Вмешательство в частную жизнь окружающих, неизбежно сопутствующее такой деятельности, регулярно приводит участников группы к проблемам с законом, а распространение видеозаписей, косвенно раскрывающих личности других охотников, часто оканчивается разногласиями с другими содружествами или даже структурами.
- Нуль Мистериис — общество скептиков и учёных, считающих, что любое паранормальное явление, включая существование монстров, можно исследовать и объяснить с рациональной точки зрения. Некоторые члены содружества вообще не верят в существование «потусторонних» созданий, стремясь доказать их земную или даже воображаемую природу.
- Профсоюз – группа охотников, происходящих из рабочего класса. Содружество не обладает каким бы то ни было организационным центром и занимается прежде всего защитой своих соседей и горожан, практически не интересуясь высшими идеалами. Несмотря на отсутствие чётких методик охоты, участники Профсоюза поддерживают тесную связь с соседями и друзьями, что позволяет им поднимать на борьбу с противником целые городские кварталы.
- Медвежья ложа — охотники в прямом смысле этого слова, специализирующиеся на выслеживании оборотней. Члены содружества организуют регулярные выезды в лесную глушь, где проводят спортивные состязания по истреблению монстров.
- Ночной дозор — криминальная группировка, собранная из участников уличных банд и сосредоточенная на защите своих районов и городских трущоб от вампиров. Многие члены банды стараются дистанцироваться от своего прошлого, хотя в большинстве случаев Бдение заставляет их возвращаться к старым привычкам и навыкам.
- Охотничий клуб — клуб серийных убийц, охотящихся на людей, не достойных жизни. Критерии, позволяющие убийцам выносить своим жертвам подобный приговор, зависят от книги правил, которой пользуются члены клуба в той или иной части света. Большинство представителей клуба давно стали потрошителями, хотя порой обстоятельства вынуждают к вступлению в клуб и обычных охотников.
- Просветлённое братство — тайная группа наркозависимых, выживших после бесчеловечного правительственного эксперимента по использованию психоактивных веществ на подопытных, обладающих восприимчивостью к «тонким материям». Первоначальной целью содружества было оказание психологической помощи тем, кому так и не удалось оправиться от последствий эксперимента, и только с годами его участники научились использовать свою чувствительность к миру духов в интересах охоты. Многие члены братства не обладают даже элементарными знаниями о борьбе с чудовищами и вынуждены идти по дороге Бдения лишь потому, что сверхъестественный мир не оставляет их в покое.
- Расплата — религиозная секта, считающая чудовищ посланниками самого Творца. По мнению этих охотников, Бог создал монстров затем, чтобы они помогали людям обрести мудрость в своих страданиях. Устрашая людей, чудовище делает их умнее, достойнее и сильнее. Даже когда чудовище убивает жертву, оно позволяет усвоить важный урок остальным. По этой причине Расплата охотится не на чудовищ, а на других охотников: грешников, поднимающих руку на Божьих посланников вместо того, чтобы выбраться из грязи и пойти к свету.
- Группа Талботов — частное агентство, созданное для изучения молодых людей, потенциально способных стать частью потустороннего мира. Объектами наблюдения группы служат не столько сами чудовища, сколько их родственники — также потенциальные монстры: оборотни, териантропы или одержимые.
- Комиссия Барретта — коллектив высокопоставленных лиц, защищающих должностные позиции от посягательств чудовищ. Члены содружества редко вступают в открытое противостояние со сверхъестественным миром, предпочитая работать посредством финансового, политического и юридического давления на противника.
- Прометеево братство — тайное общество властолюбивых охотников, истребляющих чернокнижников, ведьм и других обладателей сверхъестественных знаний для похищения их мистической силы. Участники братства не ставят перед собой никаких задач по защите простых людей, концентрируясь исключительно на укреплении собственного могущества.
- Хабибти Ма – частная группа психологов и депрограммистов, специализирующаяся на выведении пострадавших из религиозных и сверхъестественных сект. Поскольку в большинстве случаев члены культов страдают не только от интенсивной промывки мозгов, но и от сверхъестественных методов подчинения наподобие гипнотического влияния или заключения демонических сделок, члены содружества иногда прибегают к жестоким или незаконным практикам, включая похищения, угрозы, шок и насилие по отношение к жертвам. Последнее заставляет Хабибти Ма сражаться сразу на двух фронтах, совмещая в пределах Бдения как борьбу за сознание жертвы, так и её защиту от сверхъестественного повелителя или даже сопротивление органам правопорядка.
- Хранители истока — экотеррористическая организация, члены которой борются за сохранность окружающей среды. Хотя в некоторых ситуациях им приходится иметь дело с недобросовестными чиновниками или сотрудниками химической промышленности, своим главным противником члены группы считают магов, которые отбирают энергию у живой природы.
- Кровная сестринская община — студенческая группа, поставившая своей целью защиту колледжей и других образовательных учреждений от посягательств со стороны вампиров.
- Шестой отдел — неофициальная правительственная группа, предотвращающая влияние нечеловеческих сущностей на крупные государственные структуры. Сотрудники отдела печально известны своим участием в подозрительных операциях, цели которых известны только их спонсорам.
- Команда Юри – идеологическое движение имени Юри Кочиямы: политической активистки, боровшейся за свободу личности в тоталитарном обществе. Эти охотники сравнивают ночную деятельность чудовищ с тоталитарной системой, ломающей жизнь большинству ради обогащения меньшинства. Несмотря на своё критическое отношение к монстрам, Команда Юри предлагает помощь чудовищам, желающим обуздать свой голод или вернуться к нормальной человеческой жизни.
- Утопия сегодня – высокотехнологичный стартап, стремящийся привести мир к новой научной революции. Осознавая, что современной цивилизации не хватает ресурсов и знаний для построения утопического будущего, члены содружества отбирают необходимые материалы и сведения у особой разновидности демонов, способной вселяться в целые здания, учреждения и организации смертных, включая ячейки других охотников.

### Исторические содружества
- Ле Вояжёр — профессиональное объединение егерей, охотящихся на оборотней и продающих их шкуры заинтересованным лицам.
- Аль аль-Джабаль — мусульманская группа охотников, некогда отколовшаяся от средневекового ордена гашишинов для охоты на врагов всего человечества.
- Красный дозор – союз девяти семей, заключивших мистический договор о взаимной защите от монстров. Каждый охотник, состоящий в Красном дозоре, знает, что отказ помогать другим семьям в охоте на их врагов навлечёт на него проклятие его предков. Хотя Красный дозор зародился ещё в Средние века в самый разгар инквизиции, его представители действовали даже во время Салемской охоты на ведьм и теоретически могли дожить до современных ночей.
- Хранители узора – группа американских аборигенов, передающих из уст в уста сведения о чудовищах, их уязвимых точках и способах обезвреживания.
- Защитники света – культ индейских героев, защищающих свои поселения от бесчисленных хищников, обитающих на территории Новой Франции.
- Ама-Сан – японские ловцы жемчуга, вынужденные бороться со злом, скрывающимся в морской пучине. Из-за особенностей японской культуры в XVII веке коллектив Ама-Сан почти целиком состоит из женщин. Несмотря на отсутствие сверхъестественных сил, Ама-Сан научились заманивать монстров в ловушки при помощи специальных свистков. Когда монстр оказывается в западне, охотницы убивают его подручным оружием, разделывают его тушу и продают ценные части на рынке.
- Азуса Мико – языческое содружество лучников и шаманов, старающихся поддерживать добрые отношения с духами и следящих за тем, чтобы они не причиняли людям вреда.
- Бидзинь – японская гильдия слуг, гейш и художников, занимающаяся развлечением высокопоставленных лиц. Бидзинь налаживают дипломатические отношения с влиятельными чудовищами, стараясь вносить корректировки в их деятельность и минимизировать вред, который монстры причиняют человеческой расе. Взамен на принятие этих корректировок монстры получают от Бидзинь гарантии, что никто из местных охотников не станет вмешиваться в их тайную жизнь.

## Структуры
- Коллектив Хирон — международный медико-фармацевтический конгломерат, исследующий захваченных монстров с целью развития собственных технологий. Агенты организации практикуют пересадку органов сверхъестественных существ непосредственно в тела охотников. Хотя данная практика и способна наделить обычных людей силой оборотней, зрением демонов и т. д., многие представители коллектива воздерживаются от чрезмерного использования собственных технологий, поскольку с каждой такой операцией они всё сильнее отдаляются от мира смертных и приближаются к тайному обществу монстров.
- Люцифуг — чудовищная династия охотников, возводящих свою родословную к самому Дьяволу. Члены структуры искренне верят в божественное возмездие, ожидающее их после смерти, а потому стараются заслужить прощение, отправляя в преисподнюю встреченных монстров. Большинство представителей организации обладают демоническими способностями, которые носят кровавый, глубоко ритуализированный характер.
- Маллеус Малефикарум — наследники средневековой инквизиции, согласовавшие своё Бдение с папским престолом. Религиозное рвение наделяет их нечеловеческими способностями, в проявлении которых члены структуры видят знак божественного покровительства, хотя источник их силы ставится многими охотниками под сомнение.
- Опергруппа: Валькирия — засекреченная правительственная группа особого назначения, сформированная для расследования и ликвидации сверхъестественных угроз. Члены подразделения приступают к охоте только по распоряжению правительства, уничтожая лишь тех чудовищ, которых желает устранить их начальство, а иногда даже покрывая чудовищ, проникших в государственный аппарат. Руководство организации предоставляет своим охотникам образцы передового вооружения, позволяющего им держаться на равных в бою с порождениями Мира Тьмы или даже бороться с ними по законам военного времени, выводя на ночные улицы целые боевые подразделения.
- Эгис Кай Дору — одна из древнейших организаций охотников, специализирующаяся на поиске и хранении мистического оружия. Хотя большинство членов ордена ищут подобные артефакты в надежде освободить с их помощью ослеплённое человечество, иногда стремление к накоплению античных реликвий заставляет их заключать сделки с владельцами древностей из числа самих монстров.
- Восходящие — древний египетский орден охотников, процветающий в современном мире за счёт глобальной торговли наркотиками и другими запрещёнными веществами. Со временем представители ордена развивают нечеловеческую устойчивость к ядам, наркотикам и эликсирам, которые наделяют их сверхъестественными способностями, но при этом смертельны для большинства обычных людей.
- Адепты Шульпэ – языческий коллектив охотников, поедающих монстров заживо с целью приобретения их мистических сил. Адепты считают монстров богами, сошедшими в земной мир, и употребляют их мясо в пищу в качестве своеобразного акта самообожествления. Способность к буквальному похищению сверхъестественных сил посредством каннибализма нередко подталкивает Адептов к убийству и поеданию как настоящих чудовищ, так и неординарных людей наподобие магов, мумий и оборотней.
- Институт Меррика – разрозненное сообщество детей и подростков, наделённых мистическими дарами. Каждый из юных членов структуры некогда был похищен тайной правительственной организацией и получил свои силы лишь в результате жестоких психиатрических экспериментов. Хотя в 2013 году жертвы подняли мятеж, захватив институт и убив большинство своих истязателей, большинство детей не смогло вернуться к нормальной жизни и принялось использовать свои силы во благо всего человечества. Будучи самой новой структурой в мире охотников, в настоящий момент Институт Меррика только определяется с направлением своей деятельности, а многие его члены и вовсе считают врагами не монстров, а аморальных людей наподобие собственных похитителей.
- Каинитская ересь — тайное общество беглых гулей (то есть смертных, служивших вампирам и получивших часть их мистической силы). Члены структуры пытаются раскрыть миру глаза на существование своих прежних хозяев, чтобы поднять человечество на борьбу за освобождение от сверхъестественного влияния.
- ОРСУ, или Отдел по расследованию серийных убийств, — тайное отвлетвление федеральных сил, состоящее из экстрасенсов и телепатов. Все члены ОРСУ проходят экспериментальную подготовку, которая повышает их умственные способности в ущерб физическому здоровью. Помимо самих агентов, на ОРСУ работают "отряды самоубийц", собранные из потрошителей и преследующие ещё более опасных преступников в обмен на смягчение приговора.
- Ле Мисте́рес — разрозненная группа мистиков, практикующих общение со спиритическим миром с целью обнаружения сверхъестественных союзников. Большинство ячеек организации преследуют собственные цели, не признавая над собой каких-либо авторитетов, хотя они и поддерживают определённые связи с другими ячейками в целях обмена ресурсами.
- Рыцари святого Адриана – высококлассная группа наёмников, практикующая охоту за головами и выполняющая заказы божественного покровителя, именующего себя Ангелом. Вопреки названию организации, далеко не все наёмники отличаются религиозным характером. Большинство работают исключительно ради солидного вознаграждения и мистических сил, обещанных Ангелом за пленение или уничтожение демонов и других чудовищ, якобы выступающих против воли Творца.
- Рыцари святого Георгия — секретное подразделение англиканской церкви, ведущее продолжительную охоту на ведьм. Несмотря на плотную связь с англиканским вероучением, многие члены ордена исповедуют более древние религиозные принципы, связанные с их оккультными практиками.

### Исторические структуры
- Хототогису — крупная торговая сеть, действовавшая в Японии в период правления Сёгуната Токугава. Для защиты своих караванов от местных чудовищ торговцы прибегли к помощи опытного колдуна, который научил их покупать у чудовищ их силы и использовать эти демонические дары для развития торговли. Хотя следы деятельности этой структуры теряются к середине XVII столетия, миру охотников до их пор известны агенты, служащие загадочной корпорации "Хототогису".
- Отодо — потомки японских рыбаков, вступавших в сексуальную связь с морскими чудовищами. Несмотря на то, что кровь морских демонов наделяла Отодо нечеловеческими способностями, они испытывали жгучую ненависть к своим грешным родителям и демоническим обитателям моря. Многие из них охотились и на других монстров, не связанных с водной стихией. Как и Хототогису, Отодо активно действовали лишь в XVII веке, однако некоторые из них могут рождаться и в современности.

Создатели книги Compacts & Conspiracies подчёркивают, что если какое-либо содружество и подошло к черте преобразования в полноценную структуру, то это коллектив журналистов и операторов из Сети Зеро. Если Рассказчик согласен признать эту организацию новейшей структурой мира, участники Сети Зеро получают возможность настроить аппаратуру на восприятие потустороннего мира. Подобные технологии, иронически именуемые участниками структуры Средствами монструозной информации, позволяют им в прямом смысле слова фиксировать ауры вампиров, голоса призраков и другие феномены сверхъестественного мира на специальные медианосители.
Похожего мнения придерживаются авторы книги Witch Finders, выдвигающие на позицию вероятной структуры Прометеево братство. В этом случае членам содружества удаётся разгадать тайну Ритуала Гекаты, позволяющего отнимать силу магов посредством их уничтожения. До этого момента ритуал будет оставаться рискованным и ненадёжным оружием братства в борьбе с чернокнижниками.

## Потрошители
Хотя далеко не все потрошители некогда были охотниками, многие из них связаны с Бдением хотя бы в косвенной форме. Одни маньяки считают охоту на простых людей слишком скучной и развлекаются проведением смертоносных игр с чудовищами. Другие убийцы привлекают внимание ОРСУ или других охотников и оказываются на дороге Бдения в качестве жертв. Потрошители, соблюдающие строгий нравственный кодекс — например, выслеживающие лишь преступников, ускользнувших от правосудия, — могут даже стать временными союзниками охотников или вступить в их содружества и структуры. Наконец, хватает маньяков, охотящихся на других потрошителей.

### Портреты
Какими бы ни были цели, происхождение и мотивация потрошителей, все они соответствуют одному из нескольких профилей, составленных охотниками за долгие годы преследования. Такие профили известны охотникам как Портреты. Любой Портрет делится на два вида: простой, которым обладают убийцы, лишённые сверхъестественных сил, и мистический, который приобретают самые сильные из потрошителей. С терминологической точки зрения обладатели простых Портретов известны как Палачи. Как только Палач обретает мистические способности, сущность его Портрета меняется, превращая его в Кошмар.

#### Палачи
- Каратель мстит людям, которые причиняют вред окружающим. Поначалу он может убивать только тех, кто сломал жизнь лично ему, однако со временем он начинает мстить даже тем, о ком не имеет ни малейшего представления. Всё, что нужно Карателю для убийства – это узнать, что определённый человек обладает качествами, потенциально способными толкнуть его на преступление.
- Мясник убивает для удовольствия или по привычке. Как правило, он играет со своей жертвой, оставляя в её доме послания или заставляя её саму загонять себя в роковые условия. Некоторые Мясники вынуждают людей убегать по болотным кочкам или по краю обрыва. Другие начинают погоню посреди скоростного шоссе. Третьи выстраивают лабиринты смерти и затем сами преследуют жертву среди работающих циркулярных пил.
- Обольститель убивает тех, кто поддаётся его очарованию. Кем бы ни были его жертвы, они продолжают доверять Обольстителю даже тогда, когда он готовится нанести роковой удар. Обольстители прячутся на виду и порой даже пользуются популярностью у своих соседей. Они могут торговать книгами, управлять частными клубами или возглавлять общественные организации. Многие прячут тела жертв под носом у окружающих. Некоторые даже становятся друзьями для родственников своих жертв.
- Урод ненавидит других людей потому, что они ненавидят его. Одни Уроды рождаются с безобразными лицами или физическими деформациями. Другие получают страшные раны во время несчастных случаев, промышленных аварий и даже столкновений с чудовищами. Третьи наносят себе увечья по собственной воле. Так или иначе, они охотятся на симпатичных, счастливых людей, завидуя их красоте и везению. Несмотря на свой облик, далеко не все Уроды ведут одинокий образ жизни. Часто они создают зловещие семьи с другими Уродами или даже живут целыми племенами вдали от цивилизованных городов.
- Гений считает мир несовершенным и несправедливым. Как правило, он не имеет личных претензий к жертвам и убивает их лишь потому, что хочет проверить формулу идеальной вселенной. По его логике, смерть каждой жертвы сделает мир лучше или преподаст ценный урок окружающим.

#### Кошмары
Хотя технически каждый из этих Портретов представляет собой сверхъестественный вариант одного из предыдущих типажей, иногда люди становятся Кошмарами сразу, минуя стадию превращения в Палачей. Например, безобразный убийца может сразу родиться Мутантом, не проведя ни дня в теле Урода, а мститель, придерживающийся одной и той же модели убийства, может превратиться в Легенду, даже не становясь Карателем.
- Легенда (сверхъестественный Каратель) следует жёстким правилам поведения, избегая их нарушения даже вопреки личной выгоде. Каждый из таких потрошителей ведёт себя так, как предписывает ему местная байка. Например, если в городе ходит легенда о мстителе, убивающем преступников только по ночам, Легенда в прямом смысле слова не сможет поднять руку на жертву в дневное время. С другой стороны, следование всем правилам такой байки наделяет Легенду целой чередой мистических сил, включая способность выслеживать даже неуловимых преступников и нечеловеческую устойчивость к повреждениям.
- Маска (сверхъестественный Мясник) не способен остановиться, пока не истребит всё вокруг. Из-за редкого нарушения психики, травмы или даже проклятия присутствие живых людей причиняет Маске страшные муки. Логика Маски чрезвычайно проста: жизнь – это боль. Отсутствие жизни – спокойствие. Даже если Маска не прячет своё лицо, это название характеризует его внешность во всей полноте. Лицо этого потрошителя не меняется, даже когда он разделывает свою жертву мачете, когда его прошивает пуля или когда его умоляют остановиться. С другой стороны, каждый из таких потрошителей связан с символом, способным вернуть ему часть человеческой личности. Это может быть определённое слово, подарок матери или другой личный символ, связанный с биографией Маски. Увидев подобный символ, убийца впадает в состояние ужасающей муки и на мгновение обретает рассудок – прежде чем потерять его снова.
- Псих (сверхъестественный Обольститель) мечтает очистить мир от определённого вида людей. Он мечтает дожить до тех дней, когда на всём белом свете не будет ни одной проститутки, вора или алкоголика. В отличие от Обольстителя, Псих не пытается завоевать доверие своей жертвы и вместо этого просто приказывает ей подчиниться. Он способен воздействовать на эмоции смертных, заглядывая им в глаза – и не всегда произнося при этом какие-либо слова.
- Мутант (сверхъестественный Урод) отнимает жизни людей теми способами, которые недоступны больше никому в этом мире. Он перегрызает им глотки огромными пастями, вырывает челюсти щупальцами или протыкает глаза рогами. Людям нравится видеть в нём монстра, и Мутант с удовольствием принимает вверенную ему роль.
- Маньяк (сверхъестественный Гений) одержим своим планом настолько, что не совершает ни одного действия, которое не играло бы роли в его грандиозном замысле. Большинство Маньяков убивают людей чужими руками, иногда даже организуя события таким образом, что невольный убийца не понимает, что именно он повинен в смерти другого человека. Несмотря на то, что Маньяк может с точностью предсказать поведение большинства людей и хорошо понимает человеческие эмоции с медико-химической точки зрения, он не способен испытывать чувства сам. Поэтому большинство Маньяков либо ведут одинокий образ жизни, либо воспитывают помощника – не менее гениального и безумного.

## Интересные факты
- Один из создателей сеттинга, Джастин Акилли, признался, что выбор термина «Бдение» (Vigil) отчасти вызван его созвучием с английскими словами vengeance и angel, отражающими основные мотивы игры[6].
- Отличительной стороной сеттинга стала вариативность внутриигровых реалий: так, Рассказчик имеет право вводить в сеттинг любые фантастические элементы от существования призраков или зомби до полномасштабного изменения реальности, осуществляемого втайне от простых смертных. Таким образом, в каждой игре Рассказчик создаёт уникальный вариант Мира Тьмы, не позволяя игрокам просто «вычитать» все секреты своих противников из соответствующих книг.
- История охоты уходит во времена далёкого прошлого и охватывает спектр самых разносторонних событий, от реальных исторических фактов наподобие средневековой охоты на ведьм и поиска морского змея голландским ботаником А. К. Удемансом до вымышленных инцидентов наподобие подвигов Беовульфа и противостояния венгерских охотников графине Елизавете Батори.